# Anton Bruckner
Anton Bruckner (Ansfelden, 4. rujna 1824. – Beč, 11. listopada 1896.), austrijski orguljaš i skladatelj.
Najviše je poznat po svojim simfonijama, misama i motetima. Bruckner se smatra simbolom zadnjeg stadija Austro-Njemačkog romantizma zbog bogate harmonije i složene polifonije. U Beču je predavao na sveučilištu i konzervatoriju. Anton Bruckner najviše je cijenio Bacha, Beethovena i Wagnera.

## Život

### Rane godine: 1824. – 1845.
Bruckner je došao na svijet 4. rujna 1824. u gornjeaustrijskom selu Ansfelden, kao prvo od dvanaestero djece učitelja Antona Brucknera (1791. – 1837.) i njegove žene Therese, rođena Helm (1801. – 1860.). Uz obaveze tadašnjeg seoskog učitelja, bila je i služba u crkvi, kao kantor i orguljaš, te je tako mali Bruckner došao preko svog oca rano u kontakt s glazbom i naučio je svirati violinu, klavir te svakako orgulje. S čak deset godina je Bruckner postao pomoćni orguljaš. Nakon rane smrti njegovog oca 1837. je Bruckner odveden u dječački zbor u obližnji sv. Floriana, gdje je dobivao satove glazbenog te je došao do zaključka, da će nastaviti obiteljsku tradiciju kao učitelj. Nakon što je došao na učiteljski seminar u Linzu, postao je učiteljski pomoćnik u Windhaagu gdje je brzo došao u sukob s nadležnima i kazneno premješten u Kronstorf: Brucknerje previše skladao i na orguljama improvizirao, umjesto da svoje obaveze (školske, crkvene i na polju i u šumi) obavlja. Uistinu je u to vrijeme skladao jednu misu za alt, dva roga i orgulje. 1845. je završio studij i u istoj godini postao pomoćni učitelj u školi sv. Floriana.

### Vrijeme u sv. Florianu: 1845. – 1855.
U desetljeću u kojem je proveo u samostanu, Bruckner se razvio od učitelja u profesionalnog glazbenika. Istovremeno se posvetio svom učiteljskom zvanju te je 1850. u Linzu završio dodatno školovanje za predavanje u višim školama. Istovremeno mu je glazba postala sve važnija, tako da mu se sviranje orgulja perfekcioniralo, što mu je 1848. donijelo položaj orguljaša u sv. Florianu. Nastale su prve značajne kompozicije: Requiem (1848.), Missa solemnis (1854.) te brojni moteti. 1854. je Bruckner prvi put putovao u Beč, gdje je išao na provjeru sviranja orgulja kod Hofkapellmeistera Ignaza Aßmayera, koju je odlično položio. 1855. je ponovno putovao u Beč, gdje je postao učenik poznatog glazbenog teoretičara Simona Sechtera, kod kojeg su studirali i Franz Schubert i Franz Lachner. Nastava je najčešće tekla preko pisama. 

### Orguljaš katedrale u Linzu: 1855. – 1868.
1855. umro je orguljaš katedrale u Linzu, pa je proveden natječaj za nasljednika. Bruckner se isprva nije prijavio, ali kasnije su ga nagovorili da se prijavi. Iako on nije podnio pisani zahtjev, dozvolili su mu da sviraju na prijavi. Nitko od njegovih konkurenata nije mogao nadmašiti njegovo sviranje na orguljama, pa je na 8. prosinca iste godine imenovan kao novi orguljaš crkve sv. Ignacija (stare katedrale). 
1860. je Bruckner preuzeo mjesto ravnatelja muškog zbora "Liedertafel", koji je bio na tom mjestu s prekidima. S "Liedertafelom" je Bruckner održao mnoge koncerte i zaradio dobar ugled kao zborski dirigent. Skladao je brojna djela za zbor, među njima "Germanenzug". 
Tijekom studija je skladao svoja prva djela: gudački kvartet, jednu uvertiru, i studijsku simfoniju. Između 1864. i 1868. je skladao tri velike mise u d-molu, e-molu i f-molu te I. simfoniju u c-molu, koji su prva remek djela Antona Brucknera.
S vremenom je Bruckner upoznao Wagnerovu glazbu. Proučavao je partiture Tannhäusera i Ukletog Holandeza te je gledao izvedbu Tristana i Izolde u Münchenu i upoznao Richarda Wagnera osobno.

## Poznatija djela
- Simfonije (11 ukupno):
  - Simfonija, f-mol, 1863.
  - 1. Simfonija, c-mol, 1866., 1890./1891.
  - Simfonija, d-mol, 1869.
  - 2. Simfonija, c-mol, 1872., 1877.
  - 3. Simfonija, d-mol, 1873., 1876., 1877., 1889.
  - 4. Simfonija, Es-Dur (»Romantična«), 1874., 1878., 1880. (novi Finale), 1889.
  - 5. Simfonija, B-Dur, 1878.
  - 6. Simfonija, A-Dur, 1881.
  - 7. Simfonija, E-Dur, 1883.
  - 8. Simfonija, c-mol, 1887., rev. 1890.
  - 9. Simfonija d-mol (nedovršena), 1887. – 1896.
- Mise: br. 1 u d-molu, br. 2 u e-molu i br. 3 u f-molu
- Rekvijem, d-mol
- Missa solemnis
- Duhovna glazba: 
  - Ave Maria
  - 150. Psalm
  - Te Deum
- Simfonijski zbor Helgoland za muški zbor i orkestar
- Gudački kvartet u c-molu
- Gudački kvintet u F-duru
- Moteti za mješoviti zbor